# Eugenia Salvi
Eugenia Salvi (22 de junio de 1960) es una deportista italiana que compitió en tiro con arco, en la modalidad de arco compuesto.
Ganó dos medallas en el Campeonato Mundial de Tiro con Arco al Aire Libre de 2007 y tres medallas en el Campeonato Mundial de Tiro con Arco en Sala, en los años 2007 y 2009.
Además, obtuvo dos medallas en el Campeonato Europeo de Tiro con Arco al Aire Libre, en los años 2006 y 2010, y cinco medallas en el Campeonato Europeo de Tiro con Arco en Sala entre los años 2004 y 2011.

## Palmarés internacional
| Campeonato Mundial al Aire Libre | Campeonato Mundial al Aire Libre | Campeonato Mundial al Aire Libre | Campeonato Mundial al Aire Libre |
| Año                              | Lugar                            | Medalla                          | Prueba                           |
| -------------------------------- | -------------------------------- | -------------------------------- | -------------------------------- |
| 2007                             | Leipzig (Alemania)               | Medalla de oro                   | Individual                       |
| 2007                             | Leipzig (Alemania)               | Medalla de plata                 | Equipo                           |
| Campeonato Mundial en Sala       |                                  |                                  |                                  |
| Año                              | Lugar                            | Medalla                          | Prueba                           |
| 2007                             | Esmirna (Turquía)                | Medalla de oro                   | Individual                       |
| 2007                             | Esmirna (Turquía)                | Medalla de bronce                | Equipo                           |
| 2009                             | Rzeszów (Polonia)                | Medalla de bronce                | Equipo                           |
| Campeonato Europeo al Aire Libre |                                  |                                  |                                  |
| Año                              | Lugar                            | Medalla                          | Prueba                           |
| 2006                             | Atenas (Grecia)                  | Medalla de oro                   | Equipo                           |
| 2010                             | Rovereto (Italia)                | Medalla de plata                 | Equipo                           |
| Campeonato Europeo en Sala       |                                  |                                  |                                  |
| Año                              | Lugar                            | Medalla                          | Prueba                           |
| 2004                             | Sassari (Italia)                 | Medalla de bronce                | Equipo                           |
| 2006                             | Jaén (España)                    | Medalla de plata                 | Equipo                           |
| 2008                             | Turín (Italia)                   | Medalla de plata                 | Equipo                           |
| 2010                             | Poreč (Croacia)                  | Medalla de plata                 | Equipo                           |
| 2011                             | Cambrils (España)                | Medalla de plata                 | Equipo                           |